# Liste der Stadtpräsidenten von Lugano
Die Liste der Stadtpräsidenten von Lugano listet chronologisch die Stadtpräsidenten (sindaci) der Schweizer Stadt Lugano im Kanton Tessin auf.
| Amtsdauer | Person                 | Lebensdaten | Partei |
| --------- | ---------------------- | ----------- | ------ |
| 1801–?    | Pietro Rossi           | 1765–1838   | –      |
| 1803–1813 | Francesco Capra        | 1762–1819   | –      |
| 1813–1818 | Gaetano Moroni Stampa  | ?           | –      |
| 1818–1821 | Giovanni Battista Riva | 1773–1834   | –      |
| 1821–1827 | Stefano Riva           | ?           | –      |
| 1827–1830 | Bernardo Vanoni        | ?           | –      |
| 1830–1862 | Giacomo Luvini         | 1795–1862   | –      |
| 1862–1876 | Carlo Frasca           | ?           | –      |
| 1876–1878 | Giuseppe Bernasconi    | ?           | –      |
| 1878–1888 | Carlo Battaglini       | 1812–1888   | –      |
| 1888–1899 | Gerolamo Vegezzi       | ?           | –      |
| 1899–1900 | Elvezio Battaglini     | ?           | –      |
| 1900–1904 | Antonio Fusoni         | 1857–1914   | –      |
| 1904–1910 | Elvezio Battaglini     | ?           | –      |
| 1910–1919 | Emilio Rava            | ?           | –      |
| 1919–1920 | Carlo Censi            | 1872–1958   | FDP    |
| 1920–1932 | Aldo Veladini          | ?           | FDP    |
| 1932–1944 | Alberto De Filippis    | 1872–1958   | FDP    |
| 1944–1948 | Giuseppe Lonati        | ?           | FDP    |
| 1948–1968 | Paride Pelli           | 1910–1968   | FDP    |
| 1968–1984 | Ferruccio Pelli        | 1916–1995   | FDP    |
| 1984–2013 | Giorgio Giudici        | 1945–       | FDP    |
| 2013–2021 | Marco Borradori        | 1959–2021   | Lega   |
| 2021–     | Michele Foletti        | 1966–       | Lega   |